# José Luis Pérez-Serrabona y Sanz
José Luis Pérez-Serrabona y Sanz, (Granada, 29 de enero de 1924 - Granada, 10 de enero de 1999) fue un abogado y jurista militar, alcalde de Granada (1968-1974) durante la dictadura franquista, presidente de la Diputación Provincial de Granada (1976-1977), procurador en Cortes durante dos legislaturas, que alcanzó el grado de general auditor en el Cuerpo Jurídico Militar.

## Biografía
Durante su mandato como alcalde se destruyó parte del Carmen de los Mártires, derribándose un palacete y talando el bosque circundante, para dejar sitio a un futuro hotel de cinco estrellas en las cercanías de la Alhambra. El proyecto sería abandonado más tarde, pero el monumento, declarado "Jardín Monumental" en 1943, quedó dañado. Otra famosa intervención de este alcalde fue la tala de árboles y supresión del bulevar de la hoy llamada avenida de la Constitución, a la que se opusieron granadinos como la poetisa Elena Martín Vivaldi y la pintora Eulalia Rodríguez de la Higuera llegando a encadenarse a los árboles, aunque sin conseguir evitar la tala.
Por otro lado, la población más necesitada de Granada se vio muy favorecida por sus políticas sociales. Dotó a la ciudad de aspectos modernos que hasta la fecha son disfrutados por sus habitantes.[cita requerida] Fue muy querido como alcalde muy popular y cercano a sus vecinos.
Durante su mandato se construyó el Aeropuerto de Granada, por un empeño personal con el que convenció a Franco y al ministro del Aire, reacios en principio a ello. Entre sus obras más queridas figuran el Campo del Príncipe, que se restauró en su mandato, la creación de Mercagranada y la construcción de tres hospitales, en su calidad de presidente del Instituto Nacional de Previsión («Gran Capitán», «Zaidín» y «Licinio de la Fuente»).[cita requerida]
En su calidad de militar llegó a ser general togado del Cuerpo Jurídico Militar (ascendido por el Rey en el mandato de Felipe González y Narcís Serra) y durante un tiempo asesor del ministro y presidente del Tribunal Superior Militar de la Región Sur. Fue secretario instructor de la causa del 23F (Golpe de Estado de Tejero) cuando era coronel.[cita requerida]
Es autor de varios trabajos de Derecho y de Derecho Militar. Ocupó la Medalla n.º 12 de la Real Academia de Jurisprudencia y Legislación de Granada, en la que entró con el discurso «Reforma de la Justicia Militar».

## Distinciones
- Desde 1971 estaba en posesión de la cruz de honor de la Orden de San Raimundo de Peñafort.[9]
- Gran cruz de la Orden de San Hermenegildo.[2]

## Parlamentario
Procurador en Cortes nato por su cargo de alcalde de capital de provincia durante dos legislaturas, años 1967-1971 y 1971-1977, en el apartado de administración local como representantes de municipios de cada provincia, ocupando su escaño desde el 7 de febrero de 1969 hasta el día 4 de marzo de 1976.
En su condición de miembro de las Cortes Generales, formó parte del grupo de Parlamentarios de Europa que se constituyó como misión de paz, visitando El Cairo (Egipto), donde fue recibido por el presidente Nasser.